# S-亚硝基甲硫醇
S-亚硝基甲硫醇是一种有机化合物，化学式为CH3SNO，它是最简单的S-亚硝基硫醇。它可由甲硫醇和亚硝酸叔丁酯或三氧化二氮反应或苯基硫代亚磺酸甲酯和四氧化二氮反应制得。它和二氧化氮反应，生成二甲基二硫和一氧化氮。它和羰基(八乙基卟啉)合锇反应，可以得到亚硝基(甲硫基)(八乙基卟啉)合锇。